# Шейбухта (река)
Шейбухта — река в Вологодской области России.
Протекает в северном направлении по территории Междуреченского района. Впадает в реку Сухону в 425 км от её устья по правому берегу. Длина реки составляет 41 км. В устье — районный центр — село Шуйское. Вдоль течения реки расположены населённые пункты Шейбухтовского и Сухонского сельских поселений.

## Данные водного реестра
По данным государственного водного реестра России относится к Двинско-Печорскому бассейновому округу, водохозяйственный участок реки — Северная Двина от начала реки до впадения реки Вычегда, без рек Юг и Сухона (от истока до Кубенского гидроузла), речной подбассейн реки — Сухона. Речной бассейн реки — Северная Двина.
По данным геоинформационной системы водохозяйственного районирования территории РФ, подготовленной Федеральным агентством водных ресурсов:
- Код водного объекта в государственном водном реестре — 03020100312103000007278
- Код по гидрологической изученности (ГИ) — 103000727
- Код бассейна — 03.02.01.003
- Номер тома по ГИ — 03
- Выпуск по ГИ — 0

### Притоки (км от устья)
- 22 км — река Авнежка (лв)